# Moxico
Moxico, a veces también llamado municipio de Luena, es un municipio de la provincia de Moxico (Angola), con sede en la ciudad de Luena. Es la capital de la provincia homónima.
El municipio tiene 3899 km² y una población que asciende a los 177.017 habitantes (2006). Está limitado al norte por los municipios de Cacolo, Dala, Camanongue y Léua, al este por los municipios de Lumeje y Alto Zambeze, al sur por los municipios de Bundas y Luchazes, y al oeste por los municipios de Camacupa y Cuemba.
Está constituido por las comunas de Luena, Cangumbe, Cachipoque, Lucusse, Lutuai (o Muangai).